# サマーレッスン
『サマーレッスン』(SUMMER LESSON)は、バンダイナムコスタジオの鉄拳プロジェクトが開発したPlayStation VR専用ソフト。PS VR本体と同じく2016年10月13日にバンダイナムコエンターテインメントより発売された。ダウンロード専売タイトルでPlayStation Storeにて配信される。
2017年5月25日にパッケージ版の『サマーレッスン：宮本ひかり コレクション』が発売された。
本作は、夏休み中の少女の家庭教師となりコミュニケーションを取る内容のコンピュータゲームであり、DUALSHOCKのような従来のゲームコントローラーの類は使用せず、ヘッドマウントディスプレイであるPS VRを装着したプレイヤーの視線や、うなずく、首を横に振る、といった動作で操作を行う。

## システム
『宮本ひかり セブンデイズルーム』は、朝の喫茶店で授業の準備をした後、昼間はひかりの部屋で授業を行い、夜に授業の結果を確認する流れであり、ひかりのパラメータは勉強や合間の雑談の内容によって変化する。
『宮本ひかり セブンデイズルーム』の追加コンテンツである『サマーレッスン：宮本ひかりエクストラシーン喫茶店編』では、ひかりが文化祭で喫茶店の出し物をするという設定であり、プレイヤーはひかりの接客の練習の相手をするという設定である。

## 登場人物
主人公
プレイヤーキャラクター。宮本ひかりのもとに家庭教師で派遣される。ゲームは全て主人公の主観視点で進行する。
宮本ひかり（みやもと ひかり）
声 - 田毎なつみ
基本ゲームパック『宮本ひかり セブンデイズルーム』に登場。黒髪でポニーテールにピンクのリボンをした少女。明るく人懐っこい性格。成績が悪く、夏休み明けのテストに向けて主人公に家庭教師してもらうことになる。
鵜飼（うかい）
声 - 茅野愛衣
アリソン・スノウ
声 - 阿部里果
基本ゲームパック『アリソン・スノウ 七日間の庭』に登場。アメリカのペンシルバニア州出身の金髪少女。アメリカで大人気のシンガーソングライターで、ある日過密スケジュールに耐えかね、興味があった日本へ行った。誰にも知られず日本家屋にホームステイして日本語と日本文化を勉強するために主人公に家庭教師してもらうことになる。
新城ちさと（しんじょう ちさと）
声 - 畑中万里江
基本ゲームパック『新城ちさと 七曜のエチュード』に登場。知る人ぞ知る大富豪「新城家」の一人娘。頭が良く勉学に秀でているが、その反動で少しニヒルかつ捻くれた性格。一般社会の常識と流行りの娯楽を知るために7日間の短期コースで主人公を雇った。

## スタッフ
- プロデューサー - 原田勝弘
- ディレクター - 玉置絢[2]
- リードプログラマー - 山本治由
- アートディレクター - 吉江秀郎
- リードアニメーター - 森本直彦

## 発売に至る経緯

### 企画
元々はアーケードゲームの『機動戦士ガンダム 戦場の絆』に使用されていた大型筐体「P.O.D」用のゲームとしてバンダイナムコの玉置絢によって企画された。『戦場の絆』は多人数対戦型のゲームだったが、玉置はこれとは全くタイプの異なるゲームを出したいと考え「その場にいるような感覚でキャラクターと会話できるゲーム」を提案した。これが上司の原田勝弘の目に止まり、VR用にしたほうが面白いのではという提案がなされた。そして、改めてVR用として開発が進められることになった。

### 開発開始
2014年3月頃からバンダイナムコスタジオの鉄拳チームによって製作が開始された。開発初期は『アイドルマスター』に登場する水瀬伊織の3Dモデルを使って試作されたが、アニメチックにディフォルメされたキャラクターでVRをすると違和感を感じてしまい、かといって現実に近いデザインにするとオリジナルとは違ってしまう。また、一般層への訴求を考えた場合、アニメチックなデザインよりも、リアル寄りの人物の方が良いという原田の判断から全くの新規のキャラクターがデザインされた。
開発チームのリーダーの原田勝弘は開発理由を「バーチャルリアリティ技術の一般化」としており、誰からでも分かりやすいキーワードで伝わるもの、大きなニュースになるものを作りたかったとしている。
本作のキャラクターの動きにはモーションキャプチャが取り入れられ、他の作品でモーションアクターの経験がある芝井美香が演技指導にあたったほか、一部の収録では相手役を務めることもあった。基本パック『宮本ひかり セブンデイズルーム』のヒロインである宮本ひかり役に起用された田毎なつみは、ひかりのモーションアクターも務めた。通常の舞台やテレビドラマの収録では小道具などのセットがある状態で演技を行うのに対し、VRゲームである本作の収録では現実空間にセットが存在せず、当初は頭の中でセットを思い描きながら演技をすることに戸惑いを感じたと田毎はファミ通とのインタビューの中で述べている。
また、田毎はプロデューサー兼ディレクターの玉置絢と話し合ったうえで、「悩むより先に言葉が出る」というひかりのキャラクター像をふまえ、先生に言われて素直に感じたことを意識したうえで演技を行った。田毎はこの収録を体験した結果、プライベートで会話していた友人から明るくなったといわれるようになったとファミ通とのインタビューの中で述べている。芝井は「表面的にうれしい表情をするだけではわざとらしいので、キャラクターの心情を考えたうえで演技する」よう指導し、相手役との距離が近くても照れることなく演技に集中するようにと指導した。また、表情をキャプチャーするため、キャストたちはカメラが前面についたヘルメットを被ることもあった。田毎はこのような経験がなかったため、最初は距離感を全くつかめず、振り向いたところで相手役のスタッフにぶつかってしまうこともあった。
その一方、キャストたちはセリフを完璧に暗記していたため、セリフ忘れによるリテイクが発生することがほとんどなく、キャラクター表現や役作りをするのに十分な時間を確保することができた。

### 発表
2014年9月1日のSCEJA Press Conference 2014にて初公開された。当初は東京ゲームショウ2014に出展するためのデモコンテンツという位置づけだった。ただ、予想を上回る反響があったため、TGSのブースのキャパシティの問題からTGSへの出展は中止され、同年11月29日、30日のProject Morpheus（PlayStation VRの開発中のプロジェクト名）のユーザー体験会にて初めて一般公開された。
東京ゲームショウ2014で発表されたバージョンでは黒髪の日本人の女子学生が登場したが、2015年にアメリカで行われたE3に出展されたバージョンでは英語をしゃべる金髪の少女「アリソン」が登場した。
当初は技術デモンストレーションであり製品化の予定はないと発表されていたが、ユーザーからの要望が大きく、2016年6月14日に製品化が正式に発表された。なお、製品版のタイトルは仮題であり、公式サイトでは『サマーレッスン （仮）』とされていた。
2016年9月15日のTGS2016にて製品タイトルが正式発表された基本ゲームパックは『サマーレッスン：宮本ひかり セブンデイズルーム』。

### 追加パック・続編
基本パック発売後の2016年12月15日には、追加パックである『サマーレッスン：宮本ひかりエクストラシーン喫茶店編』が配信された。また、2017年1月12日には『サマーレッスン：宮本ひかり デイアウト（追加体験パック）』が、同年1月26日には『サマーレッスン：宮本ひかり エクストラシーン 花火大会編（衣装＆シチュエーション）』が配信された。
2017年6月22日に発売された基本パック第2弾『サマーレッスン： アリソン・スノウ 七日間の庭』はE3に出展されたバージョンを基にしており、ヒロインであるアリソン・スノウ役には阿部里果が起用された。アリソンはひかりとは対照的に内気で感情表現が少ないというキャラクターだったため、阿部は「欧米人は気が大きい」というステレオタイプと実際のアリソンの性格との落差を意識したうえで演技した。芝井は「私と玉置さんがアリソンのキャラクター性について模索する中で、阿部さんが演じているところを見てアリソンのキャラクターにぴったりはまっていると感じ、阿部さんはすごい天才気質だと思った」と振り返っている。
基本パック第3弾『サマーレッスン：新城ちさと 七曜のエチュード』のヒロインである新城ちさと役は畑中万里江が起用された。畑中は事前に本作の開発スタッフがリアリティを追求していることを知っていたため、台本を読んだ際、現実にこのようなタイプの少女がいたら周囲を怒らせるのではないかと不安視したが、実際にオーディションを受けた際は上から演技をしてもよいという指示を受けたため、サディスティックな一面をのぞかせる演技をした。収録中、ちさとに足を組ませたいという畑中からの要望に対し、玉置はこの動作によってスカートの布を足の間に巻き込んでしまって物理シミュレータが破綻することを懸念し、開発のプログラマーに問い合わせてから要望をかなえた。
2018年2月22日にはこれら3種類の基本パックをまとめた『サマーレッスン：ひかり・アリソン・ちさと 3 in 1 基本ゲームパック』が発売された。

## 評価
本作はTGS 2015メディアアワードにて4Gamer ルーキー部門の優秀賞を受賞した。4Gamer.netの荒井陽介は「今までのゲームの臨場感とは全く違うリアルさでVRというゲームの全く新しい可能性を分かりやすく表現してくれた」と評している。
MoguraVRのみたらしは、 『宮本ひかり セブンデイズルーム』について、「プレイを進めるうちにひかりの科目レベルが成長の度合いを示していることが分かり、VRによってひかりの育成過程を実感することができるため、物語に介入している感じがして新鮮だった」と評価した一方、雑談のバリエーションがほしかったと述べている。また、みたらしは『宮本ひかりエクストラシーン喫茶店編』の「ひかりがスイーツを手に持ってプレイヤーに食べさせてくれる」という場面について、「顔が近づいている状態で話しかけてくるため、少しドキッとした」と述べている。同じくMoguraVRのカワチは『新城ちさと 七曜のエチュード』のヒロインであるちさとのアニメ的なかわいさを評価した。
IGNのクラベ・エスラは『サマーレッスン：宮本ひかり セブンデイズルーム』について、「VRの没入感を伝える作品としては優れているが、30分足らずで満足してしまうのは価格の割に合わない」と述べ、ひかりのキャラクター性の薄さについて指摘し、『アリソン・スノウ 七日間の庭』でも同様の指摘をした。
同じくIGNの歐陽宇亮は、本作の「唐突に主人公の前に現れたヒロインとの逢瀬を楽しむ」という点は1989年に発売されたアダルトゲーム『きゃんきゃんバニー』に通ずるとしつつも、『きゃんきゃんバニー』の方がヒロインとの会話に連続性があり、序破急が主人公に心身を委ねるまでの過程として表現されている点において本作よりも優れていると述べている。また歐陽は『新城ちさと 七曜のエチュード』のヒロイン・ちさとのデザインは同性として好感が持てるとした一方、描写不足によるキャラクター性の薄さなどついて指摘した。
ファミ通の豊田恵吾は『アリソン・スノウ 七日間の庭』について、『宮本ひかり セブンデイズルーム』よりも難易度が下がった点を評価した一方、レッスン後のセリフがいつも同じである点を指摘し、次回作では周回ごとに変化をつけるなどしてほしいと述べた。また、豊田はアリソンのグラフィックの出来が良い分オブジェクトに違和感を感じたとも述べた。